# 荷蘭內閣
荷蘭內閣是荷蘭政府主要的行政部門。目前的內閣是迪克·史庫夫內閣，PVV 因庇護政策分歧而於 2025 年 6 月 3 日退出聯合政府後，內閣垮台。迪克·史庫夫內閣作為看守內閣繼續執政，直到新內閣組成。

## 組成與角色

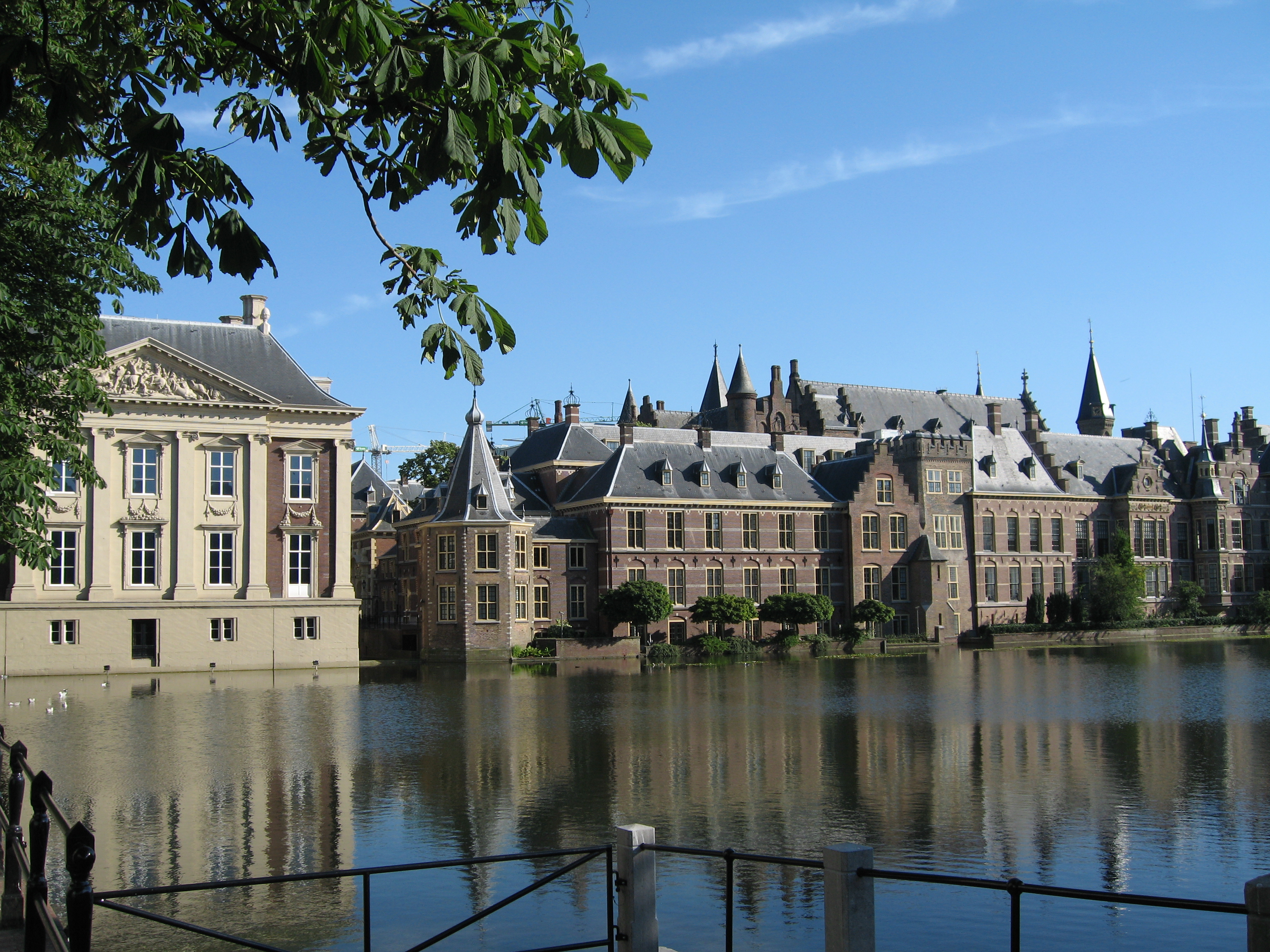
海牙的內庭。總務部位於中央，內閣每週五在此召開會議。

內閣由大臣和國務秘書（Staatssecretaris）所組成。首相為內閣的領導人。荷蘭內閣有12到14位大臣，大部分是某個政府部會的首長，另外還有一兩位不管部大臣，負責某些部會中的特定領域。例如，有段時間外交部設有發展合作大臣。大部分部會加設有一位國務秘書（Staatssecretaris），負責部分大臣職務。兩位國務秘書（歐洲事務和國際貿易）在國外有權自稱為大臣，並受到大臣級的待遇，但在國內則沒有大臣特有的權利。最明顯的就是国务秘书不是大臣會議的成員。
內閣政策透過大臣會議（Council of Ministers）來調整，參加者包括所有大臣及不管部大臣。會議推行法律和政策。國務秘書除非獲邀，否則不參加大臣會議。然而他們就算參加，也沒有與會投票權。大臣會議在每週五於內庭的「休戰廳」（Trêveszaal）召開。會議由首相或代理首相主持。大臣會議透過共治的方式制定決策，包括首相在內的所有大臣（理論上）都是平等的。在休戰廳內，大臣可針對所提議的決策自由地進行辯論，並對各個內閣政策發表意見。所有成員須遵守及支持大臣會議所做出的決策，若是不支持則必須下台。通常，要透過很大的努力才能在決策上達到相對一致的看法。另外，大臣會議也有投票機制，但幾乎不使用。
大臣會議作出政府大部分的決策。雖然君主每週二會與首相會面，但他實際上不參與政府的每日決策。要注意的是，《荷蘭憲法》未提到內閣，只提到大臣會議與政府。
大臣個人和全體（內閣）向荷蘭議會負起施政的責任，並享有議會的信任。大臣不能同時擔任議員。當大臣或國務秘書不被議院多數支持時，依照慣例將會辭職下台。與西敏制相比，荷蘭雖然許多被任命的大臣來自於議會，但大臣不會同時擁有議員身分，因此將空出他們的席位。
一個重要的問題是，內閣與議會之間的關係應採取二元論或一元論。這是內閣與執政黨領導人應準備的重要政治決定。根據二元論，執政黨議員的運作應獨立於內閣之外。相比之下，一元論則是讓內閣在提出立法和政策中扮演重要角色。

## 組成
在大選之後，或是內閣在議期中總辭之後，便開始進行內閣改組。因為荷蘭的多黨制，自1900年之後就沒有單一政黨能在議會取得多數，因此由兩三個政黨所組成的聯合內閣成為常態。這過程十分耗時。君主在內閣組成的過程中扮演重要角色。整個程序受到傳統和慣例的約束，只有最後的任命過程是依照法律規定。
一開始，君主會與參議院（又稱議會一院、上議院）和眾議院（又稱議會二院、下議院）議長、國務委員會（Raad van State）副主席進行秘密會談。之後君主會與眾議院各黨團領袖會面。接著指定一位「組閣採風使」（Informateur），負責尋求組成新內閣的可能性。組閣統籌專員通常是位局外人，已離開當今政治舞台的老練政治家，可能是參議院或國家委員會的成員，但慣例上通常是屬於眾議院最大黨的人士。君主可能會委任多位分屬不同政黨的組閣採風使。君主會給予組閣採風使一個明確的任務，通常是「尋求一個議會多數且簽署政治聯盟協議（Coalition agreement）的政黨聯盟」。組閣採風使與議會各黨領袖進行一對一的會談，並主持議會各黨領袖間的協商會議，以便讓大家取得折衷方案，達成協議。如果協商破裂，君主將再指定新任組閣採風使，重新開始內閣組成程序。
當組閣採風使完成任務，君主將指派一位「組閣使」（Formateur），依照慣例是政黨聯盟的最大黨領袖，為首相的可能人選。他負責與其他有意願合組政府的政黨進行協商。通常這些協商包含政策的計畫、內閣的組成和大臣職位的分派。
如果組閣使順利完成任務，君主將以皇家命令（Koninklijk Besluit）個別任命大臣及國務秘書。每位大臣須私下宣誓忠於憲法。之後大臣會議全體成員與君主會在豪斯登堡宮階梯上照相。隨後新內閣會將計畫送至議會。
從大選前解散議會到新內閣的任命，這段期間的內閣稱為「即將離職」（Demissionair），也就是一個限定在處理緊急或迫切事務的看守政府（Caretaker government），慣例上不採取任何具爭議的決策。若是內閣在議期中，因某個執政聯盟政黨不再表態支持，導致垮台，這可能造成執政聯盟的瓦解。這個情況不會出現「即將離職」狀態的內閣，除非首相決定解散議會。此時，執政聯盟剩餘的政黨組成「殘餘內閣」（Rompkabinet）。如果他們沒辦法取得 眾議院多數，則內閣成為少數政府。
內閣組成往往被視為與選舉本身同等重要，甚至更為重要。由於協商的重要性，可能導致政黨在選舉期間都不提出政策方針，另外，內閣組成有時也被視為是不民主的。最近，荷蘭開始試著讓組成過程更為民主，讓組閣採風使和組閣使在眾議院和君主面前說明他們的行動。另一個令人不滿的因素是君主在整個過程中所扮演的角色。

## 行政部門
荷蘭政府13個部會各有一位大臣，一些不管部大臣和國務秘書（Staatssecretaris）：
- 總務部（Ministry of General Affairs）
  - 負責政府政策的協調。
- 內政及王國關係部（Ministry of Home Affairs and Kingdom Relations）
  - 負責範圍包括警察、公務員及憲法。大部分的部會都是從這裡分離出去。
- 司法部（Ministry of Justice）
  - 主掌法律、法律獎懲條款和移民。
- 外交部（Ministry of Foreign Affairs）
  - 習慣上設有一位主掌國際發展的不管部大臣，以及一位歐洲事務國務秘書。
- 國防部（Ministry of Defense）
  - 負責荷蘭軍事。
- 財政部（Ministry of Finance）
  - 負責稅收、國家預算與貨幣事務。
- 經濟部（Ministry of Economic Affairs）
  - 其職責範圍逐漸縮少，目前有荷蘭經濟的調整、電信與創新。習慣上設有一位國際貿易國務秘書。
- 社會及就業部（Ministry of Social Affairs and Employment）
  - 主掌社會安全系統和就業。
- 教育文化及科學部（Ministry of Education, Culture and Science）
  - 習慣上設有一位大臣和兩位國務秘書，其中一位主掌文化和荷蘭公共廣播（Publieke Omroep）。
- 衛生福利及體育部（Ministry of Health, Welfare and Sports）
- 住宅空間計畫及環境部（Ministry of Housing, Spatial Planning and the Environment）
  - 負責規劃運用人口稠密的荷蘭土地。
- 交通及水管理部（Ministry of Transport and Water Management）
  - 主掌基礎建設及荷蘭對水的防禦系統。
- 農業自然及食品品質部（Ministry of Agriculture, Nature and Food Quality）

## 歷史
1848年，在憲法通過之後，限制了國王權利，將內閣責任的原則引進議會，出現了第一個真正的內閣。但是到1888年為止，內閣缺乏協調的功能，各個部會首長只專注於各自的部會。1888年以後，內閣變的更為政治化。
自二戰起的24個執政聯盟中，只有三個沒有議會最大黨參與（都是荷蘭工黨），最多政黨參加的是5個（1971與1973）。之後，三個主要的基督教民主政黨組成基督教民主呼籲（CDA），由兩三個政黨組成的聯盟成為常態。
自1945年起共有25個內閣，由25位首相領導。威廉·德里斯主持最多次內閣（4次），呂德·呂貝爾斯是在位時間最長的首相（1982至1994）。第三屆呂貝爾斯內閣是二戰起最久的內閣（1749天），僅次於特奥·海姆斯凯克所率領的內閣（2025天）。第一屆巴爾克嫩德內閣是二戰後執政最短的內閣（87天），僅次於亨德里克斯·科莱恩的第四屆內閣（10天）。

## 類型
內閣有以下幾種類型：
- 「即將離任內閣」（Demissionair kabinet），是在選舉和新內閣組成期間的看守內閣（Caretaker government）。
- 「超議會內閣」（Extraparlementair kabinet），不是以議會多數為基礎。最後一次超議會內閣是約普·登厄伊爾的登厄伊爾內閣。該內閣由三個進步主義政黨（社會民主主義的荷蘭工黨、社會民主主義的社會66黨和進步基督教主義的激進黨）與基督教民主主義的反革命黨、天主教人民黨中的進步主義人士所組成。
- 「殘餘內閣」（Romp kabinet），是荷蘭內閣失去執政聯盟夥伴，成為少數政府，但內閣並不離任，反而尋求議會多數的支持，以完成之前向議會提出的工作內容。一般來說，執政聯盟基礎瓦解後，荷蘭君主會尋找時機解散議會。
- 「廣泛基礎內閣」（Brede basiskabinet），是一種超大型內閣、全民內閣。在1945年到1959年間，荷蘭多次內閣是由比取得議會多數所需還要多的政黨所組成。第一次廣泛基礎內閣是舍默爾霍恩內閣（Cabinet Schermerhorn）。其他政黨被包括在內，以提供內閣和其長遠提案（如福利國家）在議會和社會的廣大基礎。內閣核心是由社會民主主義的荷蘭工黨和天主教的天主教人民黨（KVP），他們所組成的「羅馬紅色聯盟」（Rooms/Rood）在議會取得多數。